# Byctiscus betulae
Il sigaraio della vite (Byctiscus betulae Linnaeus, 1758) è una specie di coleottero della famiglia Attelabidae.

## Morfologia
Questa specie è dotata di una livrea, ovvero il manto mimetico che riveste questa categoria di insetti, di colore scuro e caratterizzata da riflessi bluastri, verde-dorati, verde-marroni o neri (raramente).   La loro colorazione tende principalmente al verde scuro; ciò accade poiché vivono su piante a foglia scura e la loro evoluzione considera i fattori ambientali a cui adattarsi per sopravvivere (fenomeno detto "resilienza"). 
La loro corazza è robusta, inoltre nasconde sotto di sé due paia di ali:  
- Ali primarie: di grandezza maggiore, si tratta di elitre, ovvero ali sclerificate che non svolgono la funzione di volo, bensì quella di protezione delle ali secondarie.
- Ali secondarie: questa seconda coppia di ali è caratterizzata da dimensioni inferiori di quelle primarie, ma dotate della particolare abilità di volo che permette a questi esemplari di spostarsi rapidamente. Le loro dimensioni sono particolarmente ridotte:  
  - Giovani: non più di 5mm (periodo di pochi giorni).
  - Adulti: tra i 6mm e gli 8mm (nelle prime fasi di sviluppo).

Sono comunque in grado di svilupparsi fino a 10mm di lunghezza con il progredire dell'invecchiamento.

## Ciclo biologico

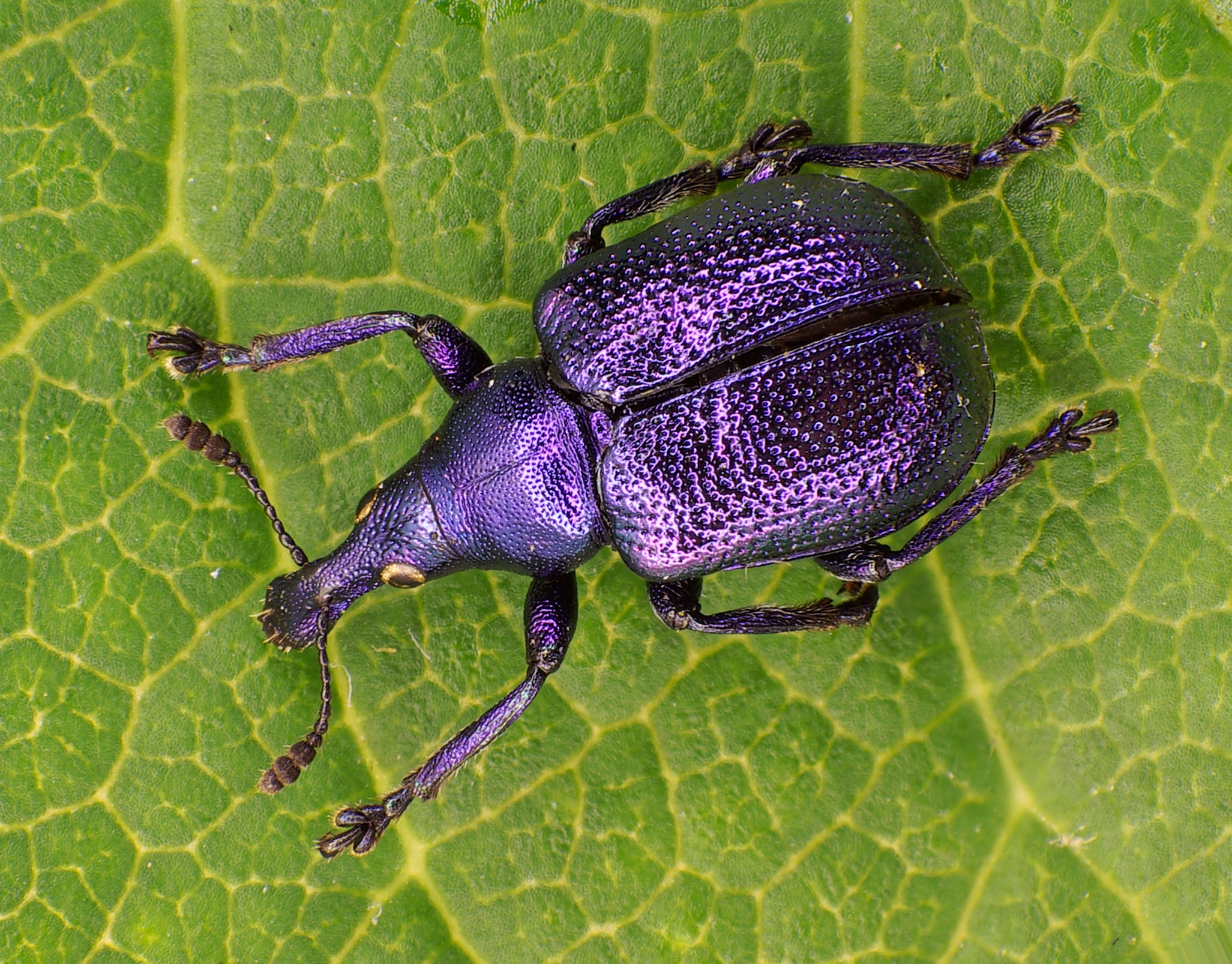
Un esemplare femmina

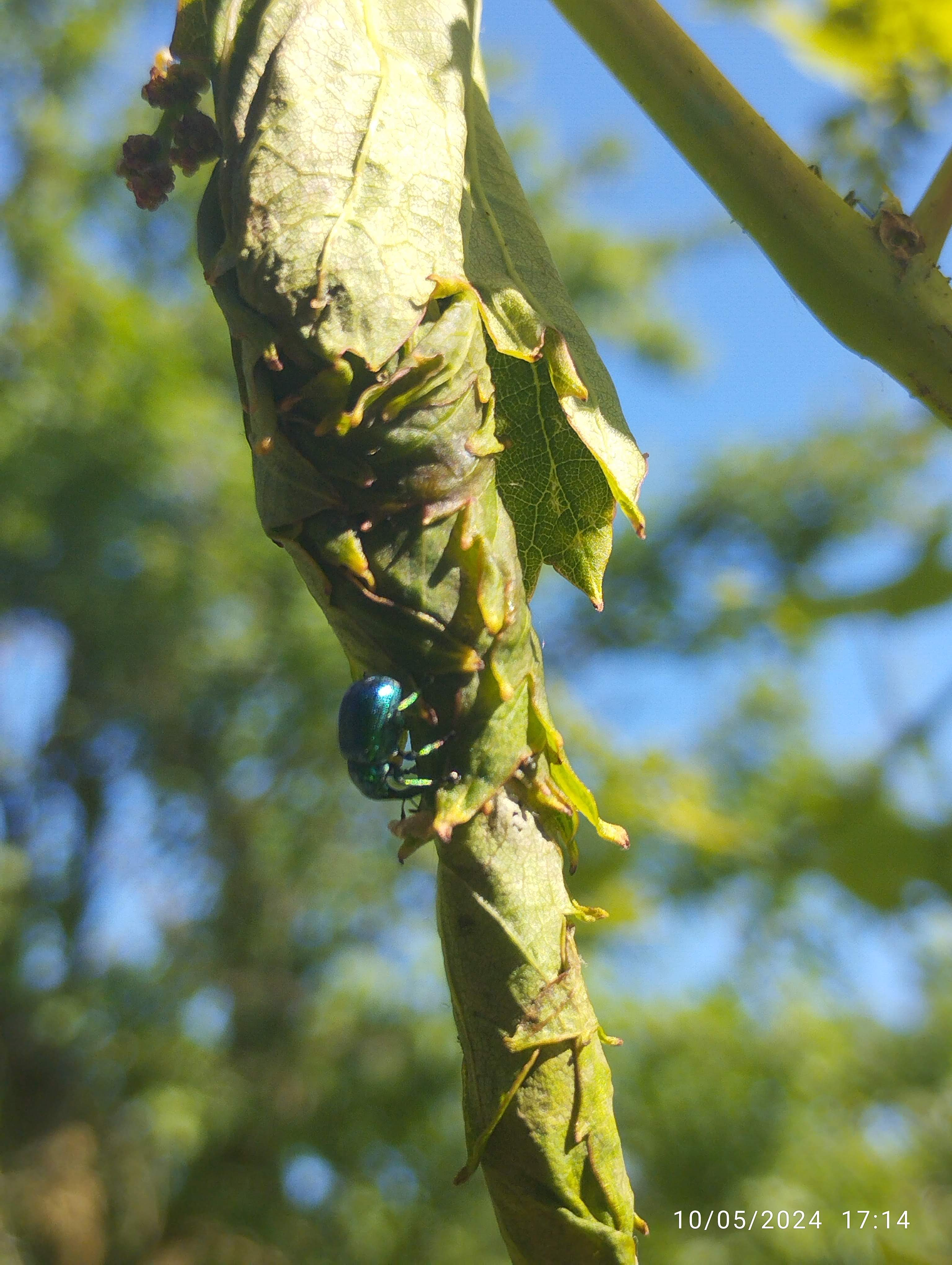
Foglia di vite arrotolata a sigaro

Dopo due settimane dalla deposizione delle uova queste cominciano a schiudersi, poco dopo le larve, prive di zampe e dalla tipica forma a "C", nascono trovando da subito nutrimento e rifugio nelle apposite sedi in cui erano state lasciate. In estate, con la caduta delle foglie in cui si erano riparate fino ad allora (rifugi fogliari detti "sigari"), le larve completano la metamorfosi in insetti adulti, portandosi poi a circa 20cm di profondità nel terreno con l'arrivo dell'autunno e fino alla fine dell'inverno, superando il periodo di gelo (svernamento). Con la ripresa vegetativa, a primavera inoltrata (maggio), gli adulti emergono dal terreno e si spostano sulle piante, nelle zone di foglie e germogli, sui quali praticano incisioni in attesa del periodo dell'accoppiamento. Da questo momento la femmina raggiunge il maschio e pratica un foro all'interno dell picciolo della foglia su cui si trovano, poi attende che si secchi, in seguito il maschio comincia ad arrotolarla perpendicolarmente al ramo dandole la particolare forma a sigaro, da cui deriva l'omonimo nome della specie. Quindi la femmina sigilla il tutto con una colla che solo lei è in grado di produrre, per poi depositare centinaia di uova che, una volta schiuse, andranno a ripetere l'intero ciclo biologico proprio come i loro predecessori.  

## Difesa
Nonostante scelgano di vivere su varie tipologie di piante (vite, pero, tiglio, pioppo, ciliegio e altre latifoglie) si tratta di una specie praticamente innocua per le produzioni agricole, infatti danneggia solamente le foglie, trattate come nutrimento o rifugio, e non frutti o gemme necessari alla produzione degli agricoltori.
In caso però si voglia eliminare questo insetto è consigliato di rimuovere le foglie a forma di "sigaro" in primavera, così da estinguere le future generazioni.
Si noti che le infestazioni di grosse dimensioni sono rare, inoltre è sconsigliata la lotta chimica contro questo coleottero, sia perché il danno che provoca è relativo e indifferente sia perché si danneggerebbero anche la qualità e la quantità dei prodotti agronomici.